# Fünf Kreuze

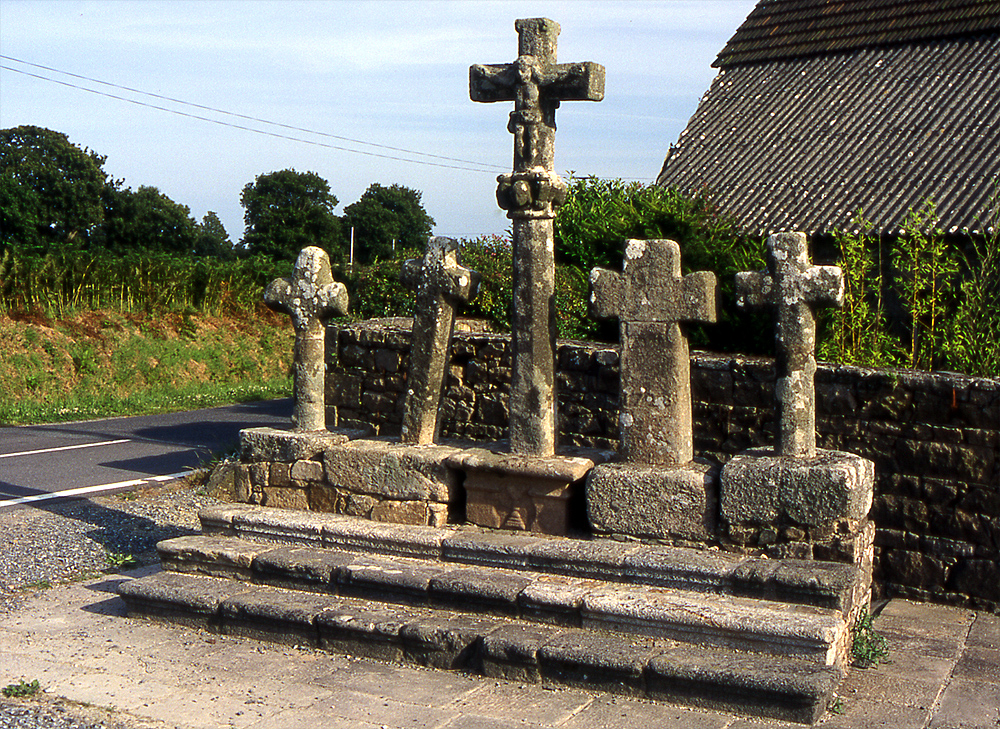
Denkmal Fünf Kreuze (Cinq croix) in Ploubezre

Fünf Kreuze (Cinq croix) ist ein Denkmal aus fünf Kreuzen in der französischen Gemeinde Ploubezre im Département Côtes-d’Armor in der Region Bretagne.
Die Kreuzgruppe wurde 1925 in die Liste der Monument historique in Frankreich aufgenommen. Sie steht ca. 1,5 km südlich von Ploubezre an der RD 11 bei der Abzweigung der RD 31b nach Tonquédec.
Das insgesamt 2,9 m hohe zentrale Kreuz hat einen schlanken Sockel. Dieser trägt ein mit Engelsköpfen verziertes Kapitell direkt unter dem Kreuz. Auf der Vorderseite ist ein lebendiger Christus mit ausgebreiteten Armen dargestellt, auf der Rückseite eine Mariengestalt.
Die vier anderen Kreuze haben ebenso eine Sockel und stehen je zu zweit rechts und links neben dem zentralen Kreuz. Die fünf Kreuze sind über drei Treppenstufen zu erreichen. Die fünf Kreuze stammen überwiegend wohl aus dem 18. Jahrhundert, das älteste (rechts vom mittleren Kreuz) könnte aus dem hohen Mittelalter stammen. Der Legende nach erinnern sie an fünf Einwohner, die im 14./15. Jh. fünf Engländer vertrieben haben sollen.
Die fünf Kreuze wurden erst 1723 zu einem Kalvarienberg zusammengestellt, um sie so vor einer Zerstörung zu bewahren.